# ГЕС Шараваті-Відвідна
ГЕС Шараваті-Відвідна – гідроелектростанції на півдні Індії у штаті Карнатака. Знаходячись після ГЕС Шараваті та ГЕС Mahatma Gandhi Jog Falls, становить нижній ступінь в каскаді на річці Шараваті, яка дренує західний схил Західних Гатів та впадає в Аравійське море біля міста Honnavar у 160 км на північ від Мангалура.
В межах проекту річку перекрили комбінованою бетонною та земляною греблею висотою 62 метри та довжиною 580 метрів (в т.ч. 421 метр бетонної частини), яка потребувала 664 тис м3 матеріалу. Разом з бічною греблею довжиною 283 метри вона утримує водосховище з площею поверхні 6 км2 та об’ємом 131 млн м3 (корисний об’єм 58 млн м3), в якому можливе коливання рівня в операційному режимі між позначками 43,5 та 55 метрів НРМ.
Пригреблевий машинний зал обладнали чотирма турбінами типу Френсіс потужністю по 60 МВт, які працюють при напорі у 47,5 метра та живляться через водоводи діаметром по 5,6 метра з пропускною здатністю по 143 м3/сек.